# The English Patient (roman)
The English Patient is een roman van de Canadese auteur Michael Ondaatje uit 1992 die zich afspeelt tijdens de Tweede Wereldoorlog.
Het boek vertelt het verhaal van een ernstig verbrande man die samen met een verpleegster is achtergebleven in een villa ten noorden van Florence. Dan duiken een dief en een mijnenopruimer op. Het boek is gebaseerd op het leven van László Almásy (1895-1951), telg uit het adellijk geslacht Almásy. 
Ondaatje verkreeg wereldbekendheid met The English Patient. Hij ontving er in 1992 de Booker Prize voor en in 2018 de Golden Man Booker Prize (een publieksprijs ter gelegenheid van het vijftigjarig jubileum van de Booker Prize). Op basis van het boek werd een Oscarwinnende film gemaakt onder dezelfde titel (The English Patient, 1996).
Het boek werd ook in het Nederlands vertaald met als titel De Engelse patiënt.